# Maczuchy
Maczuchy (ukr. Мачухи) – wieś na Ukrainie, w obwodzie połtawskim, w rejonie połtawskim, siedziba hromady. W 2001 liczyła 3337 mieszkańców, wśród których 3167 wskazało jako ojczysty język ukraiński, 148 rosyjski, 2 mołdawski, 4 białoruski, 13 ormiański, a 3 inny.

## Urodzeni
- Kostiantyn Tesłenko